# Anna Zatonskih
Anna Zatonskih (17 de julho de 1978) é uma jogadora de xadrez da Ucrânia naturalizada estadunidense com participação nas Olimpíadas de xadrez. Zatonskih participou das edições de 2000 e 2002 pela Ucrânia e posteriormente defendeu os Estados Unidos tendo conquistado três medalhas no total. Em Calvià (2004) conquistou a medalha de prata por equipes estando no terceiro tabuleiro. Em Dresda (2008), conquistou a medalha de bronze jogando no segundo tabuleiro e a de ouro por participação individual.
Em 2023 ela venceu a terceira edição da Cairns Cup, realizado no clube de xadrez de St Louis, com um desempenho de 6/9 fez sua primeira norma de GM